# Leskovo
Leskovo (en serbe cyrillique : Лесково) est un village de Serbie situé dans la municipalité de Majdanpek, district de Bor. Au recensement de 2011, il comptait 347 habitants.
Leskovo est situé sur les bords de la rivière Pek.

## Démographie

### Évolution historique de la population
| 1948 | 1953 | 1961 | 1971 | 1981 | 1991 | 2002 | 2011 |
| ---- | ---- | ---- | ---- | ---- | ---- | ---- | ---- |
| 787  | 788  | 790  | 698  | 641  | 516  | 431  | 347  |

|  |